# César-díjak 2003
A 28. César-gálára 2003. február 22-én került sor, az esemény házigazdája Géraldine Pailhas színésznő volt. A 2002-es év francia filmtermését felmérő és értékelő rendezvény legnagyobb favoritja François Ozon 8 nő  című alkotása volt Fanny Ardant, Emmanuelle Béart, Catherine Deneuve és Isabelle Huppert főszereplésével, azonban a legnagyobb csalódást éppen ez a film okozta, mivel a 12 jelölés, a közönségsiker és a nemzetközi elismerések ellenére egyetlen Césart sem kapott! E filmgálán is Roman Polański 2002. évi cannes-i Arany Pálmás filmje volt a legeredményesebb: A zongorista 10 jelölésből 7 Césart vitt el, köztük a legjelentősebbeket, a legjobb film, a legjobb rendező és a legjobb színész díjakat. Szép sikert könyvelhetett el az elsőfilmes Zabou Breitman is, akinek Csak a szépre emlékezem című alkotását három Césarral jutalmazták.
Megindító pillanatai voltak a rendezvénynek, amikor megemlékeztek a nem sokkal korábban elhunyt Maurice Pialat rendezőről, valamint Daniel Toscan du Plantier producerről, az e rendezvényt is szervező francia Filmművészeti és Filmtechnikai Akadémia igazgatójáról, s amikor eddigi munkásságuk elismeréseként három művésznagyság vehette át a Tiszteletbeli Césart: az amerikai Spike Lee és Meryl Streep, valamint a francia Bernadette Lafont. Kisebb kavarodás is támadt a színpadon, amikor Jamel Debbouze megismételte előző évi mutatványát: noha nem ő lett a nyertes, kiment és magának követelte a legjobb mellékszereplő színésznek járó Césart. A jelen lévő Spike Lee ekkor figyelt fel a színészre, és ajánlott neki szerepet Utál a csaj című filmjében...
Említésre méltó, hogy ez évben debütált a César új kategóriája, az Európai Unió legjobb filmje.

## Díjazottak és jelöltek
| Díjak                                       | Díjazottak és jelöltek |
| ------------------------------------------- | --- |

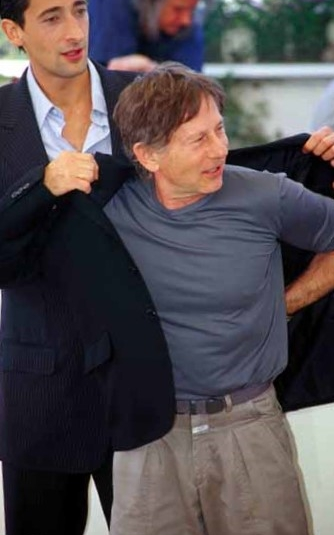
A legjobb színész és a legjobb rendező: Adrien Brody és Roman Polański

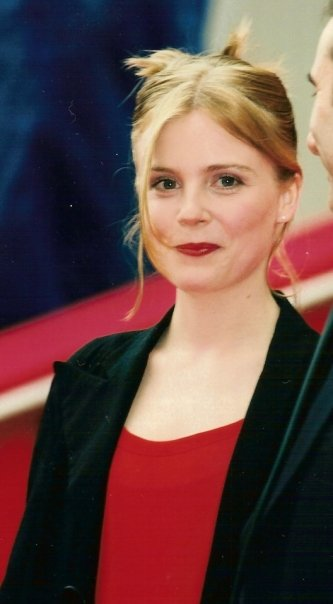
A legjobb alakítást nyújtó Isabelle Carré

| Legjobb film:                               | - A zongorista (Le pianiste), rendezte: Roman Polański - 8 nő (8 femmes), rendezte: François Ozon - Ámen (Amen), rendezte: Costa-Gavras - Én, te, ő (Etre et avoir), rendezte: Nicolas Philibert - Lakótársat keresünk (L'auberge espagnole), rendezte: Cédric Klapisch |
| Legjobb rendező:                            | - Roman Polański – A zongorista (Le pianiste) - Costa-Gavras – Ámen (Amen) - Cédric Klapisch – Lakótársat keresünk (L'auberge espagnole) - François Ozon – 8 nő (8 femmes) - Nicolas Philibert – Én, te, ő (Etre et avoir) |
| Legjobb színésznő:                          | - Isabelle Carré – Csak a szépre emlékezem (Se souvenir des belles choses) - Fanny Ardant – 8 nő (8 femmes) - Ariane Ascaride – Marie-Jo et ses deux amours - Juliette Binoche – Félix és Rose (Décalage horaire) - Isabelle Huppert – 8 nő (8 femmes) |
| Legjobb színész:                            | - Adrien Brody – A zongorista (Le pianiste) - Daniel Auteuil – Ki voltál te? (L'adversaire) - François Berléand – A bálványom (Mon idole) - Bernard Campan – Csak a szépre emlékezem (Se souvenir des belles choses) - Mathieu Kassovitz – Ámen (Amen) |
| Legjobb mellékszereplő színésznő:           | - Karin Viard – Szerelmi bonyodalmak (Embrassez qui vous voudrez) - Dominique Blanc – Csak egy csokor virág! C'est le bouquet ! - Danielle Darrieux – 8 nő (8 femmes) - Emmanuelle Devos – Ki voltál te? (L'adversaire) - Judith Godrèche – Lakótársat keresünk (L'auberge espagnole) |
| Legjobb mellékszereplő színész:             | - Bernard Le Coq – Csak a szépre emlékezem (Se souvenir des belles choses) - François Cluzet – Ki voltál te? (L'adversaire) - Gérard Darmon – Asterix és Obelix: A Kleopátra-küldetés (Astérix & Obélix: Mission Cléopâtre) - Jamel Debbouze – Asterix és Obelix: A Kleopátra-küldetés (Astérix & Obélix: Mission Cléopâtre) - Denis Podalydès – Szerelmi bonyodalmak (Embrassez qui vous voudrez) |
| Legígéretesebb fiatal színésznő             | - Cécile de France – Lakótársat keresünk (L'auberge espagnole) - Emilie Dequenne – Csábító a bejárónőm (Une femme de ménage) - Mélanie Doutey – A bátrak szövetsége (Le frère du guerrier) - Marina Foïs – Filles perdues, cheveux gras - Ludivine Sagnier – 8 nő (8 femmes) |
| Legígéretesebb fiatal színész               | - Jean-Paul Rouve – Edmond Batignole - Lorant Deutsch – Háromszoros visszavágó (3 zéros) - Morgan Marinne – A fiú (Le fils) - Gaspard Ulliel – Szerelmi bonyodalmak (Embrassez qui vous voudrez) - Malik Zidi – Un moment de bonheur |
| Legjobb operatőr:                           | - Pawel Edelman – A zongorista (Le pianiste) - Patrick Blossier – Ámen (Amen) - Jeanne Lapoirie – 8 nő (8 femmes) |
| Legjobb vágás:                              | - Nicolas Philibert – Én, te, ő (Etre et avoir) - Hervé de Luze – A zongorista (Le pianiste) - Francine Sandberg – Lakótársat keresünk (L'auberge espagnole) |
| Legjobb eredeti vagy adaptált forgatókönyv: | - Costa-Gavras, Jean-Claude Grumberg – Ámen (Amen) - Michel Blanc – Szerelmi bonyodalmak (Embrassez qui vous voudrez) - Ronald Harwood – A zongorista (Le pianiste) - Cédric Klapisch – Lakótársat keresünk (L'auberge espagnole) - François Ozon, Marina De Van – 8 nő (8 femmes) |
| Legjobb filmzene:                           | - Wojciech Kilar – A zongorista (Le pianiste) - Armand Amar – Ámen (Amen) - Antoine Duhamel – De Gaulle katonái (Laissez-passer) - Krishna Levy – 8 nő (8 femmes) |
| Legjobb hang:                               | - Jean-Marie Blondel, Gérard Hardy, Dean Humphreys – A zongorista (Le pianiste) - Dominique Gaborieau, Pierre Gamet – Ámen (Amen) - Pierre Gamet, Benoît Hillebrand, Jean-Pierre Laforce – 8 nő (8 femmes) |
| Legjobb díszlet:                            | - Allan Starski – A zongorista (Le pianiste) - Hoang Thanh At – Asterix és Obelix: A Kleopátra-küldetés (Astérix & Obélix: Mission Cléopâtre) - Emile Ghigo – De Gaulle katonái (Laissez-passer) - Arnaud de Moléron – 8 nő (8 femmes) |
| Legjobb jelmez:                             | - Philippe Guillotel, Tanino Liberatore, Florence Sadaune – Asterix és Obelix: A Kleopátra-küldetés (Astérix & Obélix: Mission Cléopâtre) - Pascaline Chavanne – 8 nő (8 femmes) - Anna Shepard – A zongorista (Le pianiste) |
| Legjobb fikciós elsőmű:                     | - Csak a szépre emlékezem (Se souvenir des belles choses), rendezte: Zabou Breitman - A bálványom (Mon idole), rendezte: Guillaume Canet - Filles perdues, cheveux gras, rendezte: Claude Duty - Irène, rendezte: Ivan Calbérac - Véresen komolytalan (Carnages), rendezte: Delphine Gleize |
| Legjobb rövidfilm:                          | - Peau de vache, rendezte: Gérald Hustache-Mathieu - Candidature, rendezte: Emmanuel Bourdieu - Ce vieux rêve qui bouge, rendezte: Alain Guiraudie - Squash, rendezte: Lionel Bailliu |
| Legjobb külföldi film:                      | - Kóla, puska, sültkrumpli (Bowling for Columbine), rendezte: Michael Moore ( CAN, USA, GER) - Chihiro Szellemországban (Szen to Csihiro no kamikakusi), rendezte: Mijazaki Hajao ( JPN) - Cshihvaszon (취화선, Chihwaseon), rendezte: Im Gvonthek (임권택, Im Kwon-taek) ( KOR) - Különvélemény (Minority Report), rendezte: Steven Spielberg ( USA) - Ocean’s Eleven – Tripla vagy semmi (Ocean's eleven), rendezte: Steven Soderbergh ( USA) |
| az Európai Unió legjobb filmje:             | - Beszélj hozzá (Hable con ella), rendezte: Pedro Almodóvar ( ESP) - 11'09"01 - szeptember tizenegy (11'09"01 - September 11), rendezte: Youssef Chahine, Amos Gitai, Alejandro González Iñárritu, Imamura Sóhei, Claude Lelouch, Ken Loach, Samira Makhmalbaf, Mira Nair, Idrissa Ouedraogo, Sean Penn, Danis Tanovic. ( GBR, FRA, EGY, JPN, MEX, USA, IRN) - Gosford Park, rendezte: Robert Altman ( GBR, USA, ITA) - A múlt nélküli ember (Mies vailla menneisyyttä), rendezte: Aki Kaurismäki ( FIN, GER, FRA) - Édes kamaszkor (Sweet Sixteen), rendezte: Ken Loach |
| Tiszteletbeli César:                        | - Bernadette Lafont - Spike Lee - Meryl Streep |

## Többszörös jelölések és elismerések
A statisztikában a különdíjak nem lettek figyelembe véve.
| Jelölés | Díj | Magyar cím                              | Eredeti cím                         |
| ------- | --- | --------------------------------------- | ----------------------------------- |
| 12      | 0   | 8 nő                                    | 8 femmes                            |
| 10      | 7   | A zongorista                            | Le pianiste                         |
| 7       | 1   | Ámen                                    | Amen                                |
| 6       | 1   | Lakótársat keresünk                     | L'auberge espagnole                 |
| 4       | 3   | Csak a szépre emlékezem                 | Se souvenir des belles choses       |
| 4       | 1   | Asterix és Obelix: A Kleopátra-küldetés | Astérix & Obélix: Mission Cléopâtre |
| 4       | 1   | Szerelmi bonyodalmak                    | Embrassez qui vous voudrez          |
| 3       | 1   | Én, te, ő                               | Etre et avoir                       |
| 3       | 0   | Ki voltál te?                           | L'adversaire                        |
| 2       | 0   | A bálványom                             | Mon idole                           |
| 2       | 0   | De Gaulle katonái                       | Laissez-passer                      |
| 2       | 0   | –––                                     | Filles perdues, cheveux gras        |